# Lepidium cartilagineum
Lepidium cartilagineum là một loài thực vật có hoa trong họ Cải. Loài này được (J.Mayer) Thell. mô tả khoa học đầu tiên năm 1913.